# Stazione di Trezzano sul Naviglio
Stazione di Trezzano sul Naviglio vasútállomás Olaszországban, Lombardia régióban, Trezzano sul Naviglio településen.

## Vasútvonalak
Az állomást az alábbi vasútvonalak érintik:
- Mortara–Milánó-vasútvonal

## Kapcsolódó állomások
A vasútállomáshoz az alábbi állomások vannak a legközelebb:
- Stazione di Gaggiano (Stazione di Albairate-Vermezzo, Line S9)
- Stazione di Cesano Boscone (Stazione di Saronno, Line S9)